# 鬼峠信号場
鬼峠信号場（おにとうげしんごうじょう）は、北海道勇払郡占冠村字ニニウにあった日本国有鉄道石勝線の信号場である。電報略号はニケ。事務管理コードは▲132144。

## 歴史
1966年（昭和41年）に紅葉山線（現在の石勝線新夕張駅 - 占冠駅間）の建設が認可された際に、同区間では唯一当初より信号場として設置が計画されていた。

### 年表
- 1981年（昭和56年）10月1日：日本国有鉄道石勝線の開業により開業[5]。
- 1986年（昭和61年）3月3日：石勝線の合理化により列車交換がなくなったため廃止。

## 構造
占冠駅から4.8キロ、清風山信号場から5.2キロの地点、鬼峠トンネル内の拡幅部に設置された単線行き違い型一線スルー式の信号場であった。構内は2線を有し、新得方に向かって左手側が待避線となっていた。

## 隣の駅
日本国有鉄道
石勝線（当信号場廃止時点）
新夕張駅 - 楓駅（現：楓信号場） - （オサワ信号場） - （東オサワ信号場） - （清風山信号場） - （鬼峠信号場） - 占冠駅